# Store Regnegade
Store Regnegade er en gade i Indre By i København. Den ligger mellem Gammel Mønt og Gothersgade.
Jazzhus Montmartre ligger i Store Regnegade.
Tidligere lå C.L. Seifert i 12-16.
55°40′54.24″N 12°34′56.35″Ø / 55.6817333°N 12.5823194°Ø